# 와이카토 스타디움
와이카토 스타디움(FMG Stadium Waikato)은 총 25,800명을 수용할 수 있는 뉴질랜드 해밀턴의 주요 스포츠 및 문화 행사장이다. 브레인 페리 스탠드는 12,000명, WEL 네트워크 스탠드는 8,000명, 골라인 테라스는 800명, 그린존은 최대 5,000명을 수용할 수 있다. 그러나 골라인 테라스 공간에 임시로 5,000석을 추가하면 수용 인원을 늘릴 수 있다. 해밀턴 시의회가 소유한 이 경기장은 정기적으로 두 개의 럭비 유니언 팀을 주최한다.
- 남반구 슈퍼 럭비 대회의 치프스.
- 미국 최고의 지방 럭비 대회인 ITM 컵의 와이카토 팀.